# 1993年のバレーボール
1993年のバレーボール（1993ねんのバレーボール）では、1993年（平成5年）のバレーボール関連の出来事をまとめる。

## できごと
- 第1回ロシア・カップが開催。
- 日本にて、第1回バレーボール・ワールドグランドチャンピオンズカップ（グラチャン）が開催。
- FIVB加盟（その28） - スロバキア、マケドニアの2カ国。

## 国際大会
- グラチャン
  - 男子
    - 金メダル： イタリア
    - 銀メダル： ブラジル
    - 銅メダル： キューバ

  - 女子
    - 金メダル： キューバ
    - 銀メダル： 中国
    - 銅メダル： ロシア

## 国内大会

### 日本
- 第26回日本リーグ
  - 男子
    - 優勝：富士フイルム

  - 女子
    - 優勝：日立

- 第42回黒鷲旗全日本選手権
  - 男子
    - 優勝：NEC

  - 女子
    - 優勝：日立

## 誕生
- 5月6日 - ウロシュ・コバチェビッチ
- 7月31日 - ウィルフレド・レオン